# Shake It All About
Shake It All About — студийный альбом американского певца Литла Ричарда, вышедший в 1992 году.

## Об альбоме
Пластинка была записана на Студии Уолта Диснея для детей, поэтому были включены многие традиционные детские песни. Дети также участвуют в подпевках. «Shake It All About» является последним альбомом Литла Ричарда.
В том же году Литл Ричард вместе с Масаёси Таканакой выпустил альбом «Little Richard Meets Masayoshi Takanaka», однако он вышел только в Японии.

## Список композиций
1. The Hokey Pokey
2. On Top of Spaghetti
3. Old MacDonald
4. She’ll Be Comin’ Around the Mountain
5. Zip-A-Dee-Doo-Dah
6. Keep A Knockin'
7. Twinkle, Twinkle, Little Star
8. If You’re Happy and You Know It
9. When the Saints Go Marching In
10. He’s Got the Whole World In His Hands
11. Here We Go Loopty-Loo
12. Oh Where, Oh Where Has My Little Dog Gone?